# NGC 4269
NGC 4269 is een spiraalvormig sterrenstelsel in het sterrenbeeld Maagd. Het hemelobject werd op 4 maart 1862 ontdekt door de Duits-Deense astronoom Heinrich Louis d'Arrest.

## Synoniemen
- UGC 7372
- MCG 1-32-5
- ZWG 42.24
- VCC 373
- PGC 39719